# André Chénier
Pour les articles homonymes, voir Chénier.
André Marie de Chénier, dit André Chénier, fils de Louis de Chénier et frère de Marie-Joseph Chénier, est un poète et journaliste français, né le 30 octobre 1762 à Constantinople et mort guillotiné à Paris le 7 Thermidor de l'an II (25 juillet 1794) à 31 ans.
Sa poésie comprend des réécritures de poèmes antiques, des élégies personnelles, des poèmes philosophiques et des poèmes politiques marqués par le contexte révolutionnaire. L'œuvre inachevée de ce jeune poète du XVIIIe siècle, publiée progressivement à partir de 1819, a fait de lui une figure majeure de l'hellénisme en France et un inspirateur du romantisme.
Durant la période révolutionnaire, il prend part aux polémiques politiques. Héritier des Lumières, il est membre du parti constitutionnel, admire la Révolution de 1789 mais prend violemment position contre le jacobinisme mené par Robespierre, tout en méprisant les royalistes.

## Biographie

### Enfance et adolescence
André Chénier est né à Galata, quartier de Constantinople (aujourd'hui Istanbul en Turquie), d’une mère grecque (Elisabeth Lhomaca), et d’un négociant français, Louis de Chénier. Sa famille rentre en France en 1765, mais son père repart bientôt seul pour être consul au Maroc (ville de Safi). André fut élevé par sa tante Marie et son époux André Béraud, à Carcassonne, où une cloche « l'Andréne » fut baptisée en son honneur à l'église Saint-Vincent. Il est admis en 1773 au Collège de Navarre, qui est ouvert aux idées nouvelles : l'histoire et la géographie sont inspirées de L'Essai sur les mœurs de Voltaire, et la philosophie s'inspire du sensualisme de Condillac. Il se lie avec des fils de grandes familles, notamment Charles et Michel de Trudaine, ainsi que Louis et François de Pange, grâce auxquels il fréquente les milieux littéraires et aristocratiques. Plusieurs de ses poèmes sont dédiés à ces amis. Les Trudaine et les Pange sont par ailleurs proches de Turgot, des Lumières et des encyclopédistes. Tous ces amis ont Condorcet pour maître à penser.

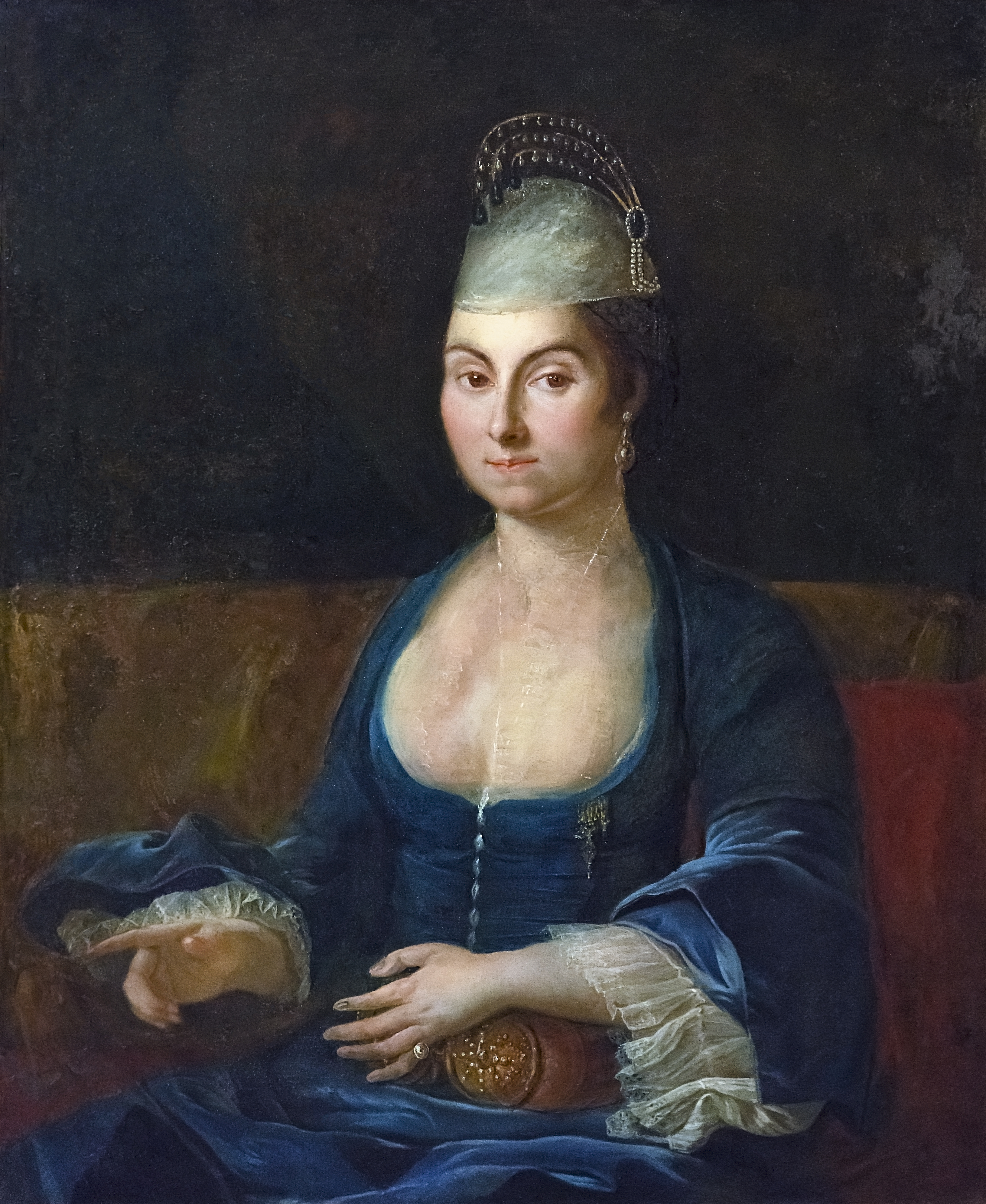
Élisabeth Santi-Lomaca-Chénier.
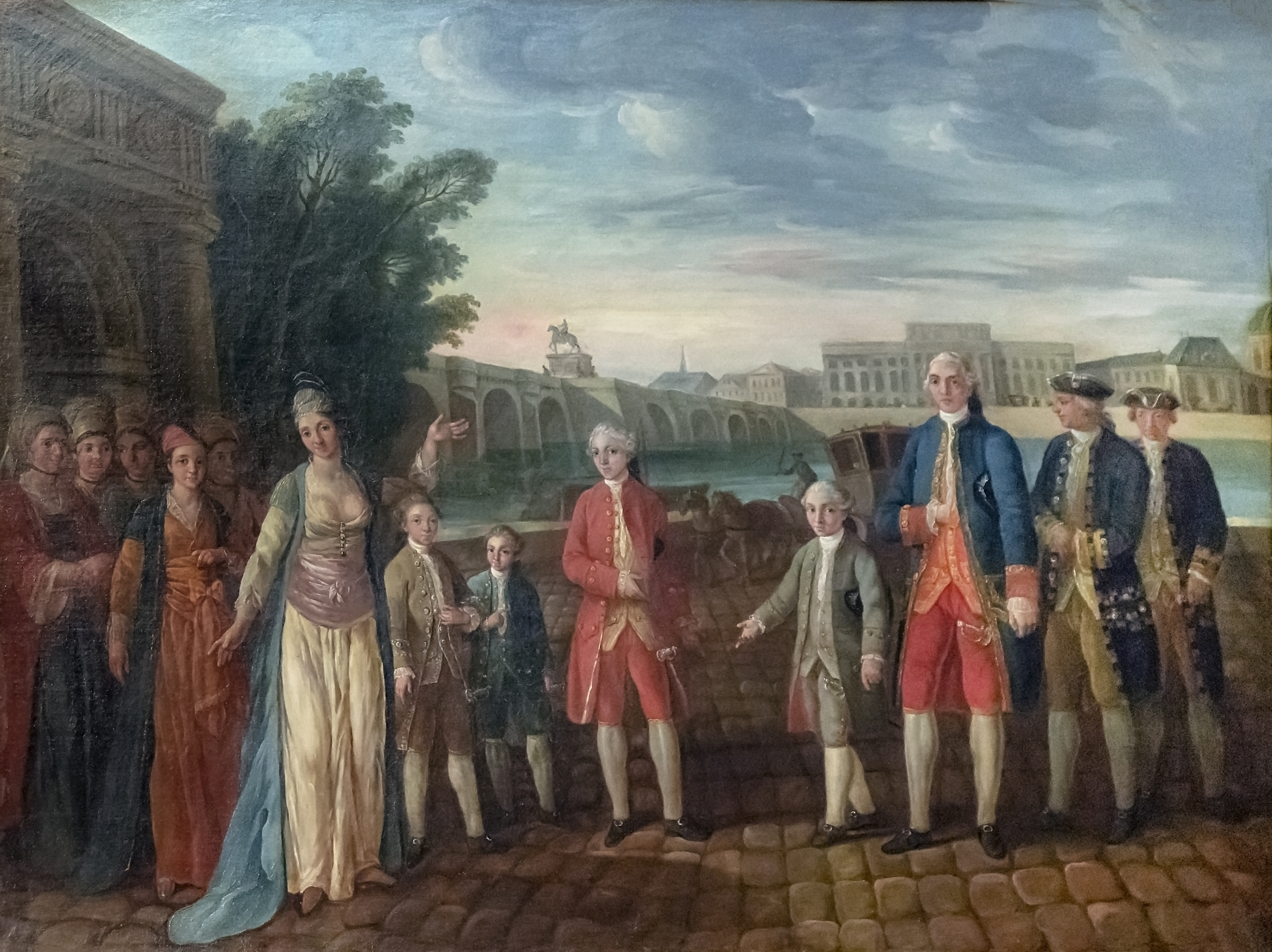
La famille Chénier en 1783 à Paris.
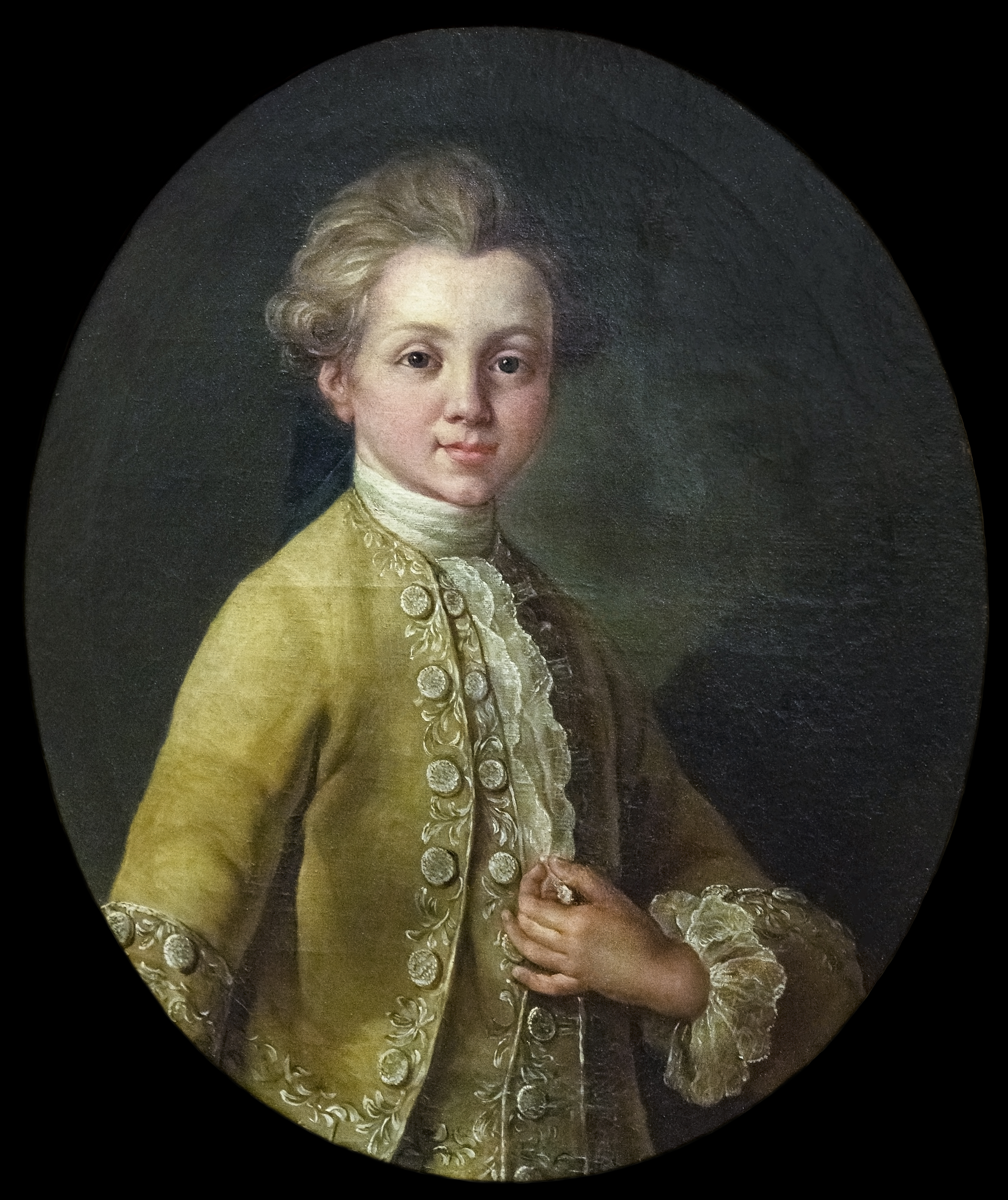
André Chénier en 1773 (à 11 ans).

### Activités poétiques
Pour l'arracher à un amour malheureux pour une chanteuse de l'Opéra (sa Lycoris), on lui propose un stage d'élève officier à Strasbourg en 1782. Mais il se voit fermer la carrière militaire comme roturier. Reportant désormais son ambition vers la poésie, quoique sans publier, il conçut de grands projets, avec l'espoir de devenir « l’Homère des modernes ». Cependant, après un voyage en Suisse en 1784, il compose surtout des Élégies et des Bucoliques. L'imitation des modèles antiques sert l'expression esthétique d'une inspiration orientée par sa passion pour la mondaine Michelle Guesnon de Bonneuil (appelée D'Azan ou Camille), puis par son amitié amoureuse pour la peintre italo-anglaise Maria Cosway, née Hadfield, épouse de Richard Cosway et courtisée par l'ambassadeur américain Thomas Jefferson.
À partir de février 1787, au retour d'un rapide et mystérieux voyage en Italie, il se consacre plus activement à une poésie philosophique et satirique, qui porte la marque du climat idéologique pré-révolutionnaire. Mais sa situation financière l'oblige à contenir sa combattivité. Engagé comme ambassadeur privé du marquis de la Luzerne, ambassadeur de France en Angleterre, il part pour Londres le 1er décembre 1787 en compagnie de Maria Cosway. Il y reste en service jusqu'en 1790, tout en prenant chaque été un congé à Paris.

### Journalisme
Il contribue au Journal de la Société de 1789 qui édite une quinzaine de numéros. À partir de 1791, il collabore, aux côtés de Michel Regnaud de Saint-Jean d'Angély et de François de Pange, au Journal de Paris, l'organe du parti constitutionnel. Il condamne la Terreur dans des articles critiques visant Jacques Pierre Brissot, et dans d'autres textes plus véhéments contre les Jacobins, notamment Robespierre et Marat. Inquiété pour ces prises de position, il réussit à quitter Paris après le 10 août 1792, partant du quartier du Sentier où il résidait chez ses parents. Au moment des massacres de septembre, il se rend à Rouen, puis au Havre, d'où il pourrait embarquer. Il refuse néanmoins d'émigrer et revient à Paris pour participer aux tentatives faites pour sauver Louis XVI de l'échafaud. Au printemps 1793, il se replie sur Versailles, d'où il se rend souvent à Louveciennes dans la propriété de ses amis Lecouteulx. Discrètement amoureux de Françoise Lecouteulx, il compose pour elle la mélancolique série des Odes à Fanny.

### Arrestation et condamnation

Appel des dernières victimes de la Terreur dans la prison Saint-Lazare. 7-9 thermidor 1794 par Charles Müller.

André Chénier est arrêté à Passy (dans l'actuelle rue Bois-Le-Vent) le 7 mars 1794, alors qu’il rend visite à son amie Adélaïde Piscatory, marquise de Pastoret. Venant de Versailles, il est accompagné d'Émilie-Lucrèce d'Estat qui, comme lui, a participé à des achats de votes de conventionnels pendant le procès de Louis XVI. Mlle d'Estat, maîtresse puis épouse de José Ocariz, l’ancien chargé d’affaires ayant rang d’ambassadeur espagnol à Paris avant la déclaration de guerre, et qui a supervisé cette vaste opération de corruption, a conservé des papiers relatifs à cette affaire. Ce dossier très important qu'André Chénier a eu entre les mains est activement recherché par les comités de l’an II.
Sachant que Mlle d'Estat, dont le frère et la sœur viennent d’être guillotinés, est elle-même en danger, Chénier se met courageusement en avant, créant une situation confuse pendant laquelle Mlle d'Estat peut s’esquiver tandis qu’on l’emmène, lui, à la prison Saint-Lazare. Impliqué dans une affaire qui permet d’exécuter les suspects sans les entendre, il est condamné à mort par le Tribunal révolutionnaire pour avoir « recelé les papiers de l'ambassadeur d'Espagne ». Il est également accusé, comme « ex-adjudant-chef et chef-de-brigade » sous les ordres de Charles François Dumouriez, d'avoir écrit « un mémoire contre des habitants de la commune de Breteuil », alors qu'en réalité c'est son frère Sauveur Chénier qui en est l'auteur et qui est emprisonné à Beauvais.
À l'instar de Jean-Baptiste Coffinhal qui avait déclaré à Antoine Lavoisier lors de son procès : « La République n’a pas besoin de savants, ni de chimistes », Fouquier-Tinville adresse à André Chénier la phrase suivante : « La République n'a pas besoin de poètes »
André Chénier est guillotiné le 7 thermidor, avec le poète Jean-Antoine Roucher et Frédéric de Trenck, deux jours avant la chute de Robespierre. La veille de sa mort, il aurait écrit l'ode La Jeune captive, qui évoque la figure de sa muse, Aimée de Coigny.
S'adressant à Jean Antoine Roucher, il prononce ces paroles avant de monter sur l’échafaud : « Je n'ai rien fait pour la postérité », ajoutant en désignant sa tête : « Pourtant, j’avais quelque chose là ! » ou : « C'est dommage, il y avait quelque chose là ! ». Son corps, parmi mille trois cents autres victimes de la Terreur et de la guillotine, est jeté place de la Nation, dans une fosse commune du couvent des chanoinesses, qui deviendra plus tard le cimetière de Picpus.
On raconte qu'en attendant son tour devant l'échafaud, il lit une pièce de Sophocle. Lorsque le bourreau l'appelle pour lui attacher les mains, Chénier remet son livre en poche, non sans avoir corné la page,.
Son frère cadet, Marie-Joseph Chénier, écrivain et dramaturge, mène de pair une carrière politique. Après la mort d'André, les royalistes se livrent à une violente campagne diffamatoire contre Marie-Joseph, le traitant de Caïn et l’accusant faussement d’avoir laissé exécuter son frère, pour discréditer les républicains.

## Œuvres de Chénier
- Œuvres complètes, Paris, Gallimard, 1940, Bibliothèque de la Pléiade, édition de Gérard Walter.
- Poésies, Paris, Gallimard, 1994, coll. « Poésie », édition de Louis Becq de Fouquières, fac-similé de l'édition de 1872  (ISBN 2-07-032812-0).
- Œuvres poétiques,
  - tome 1 : Imitations et préludes. Art d'aimer. Élégies. Édition critique par Georges Buisson et Édouard Guitton, Paradigme, 2005.
  - tome 2 : Bucoliques. Epîtres et Poétique. L'Invention. Édition critique par Georges Buisson, Paradigme, 2010[20].

## Œuvres d’art inspirées de ses poèmes et de sa vie

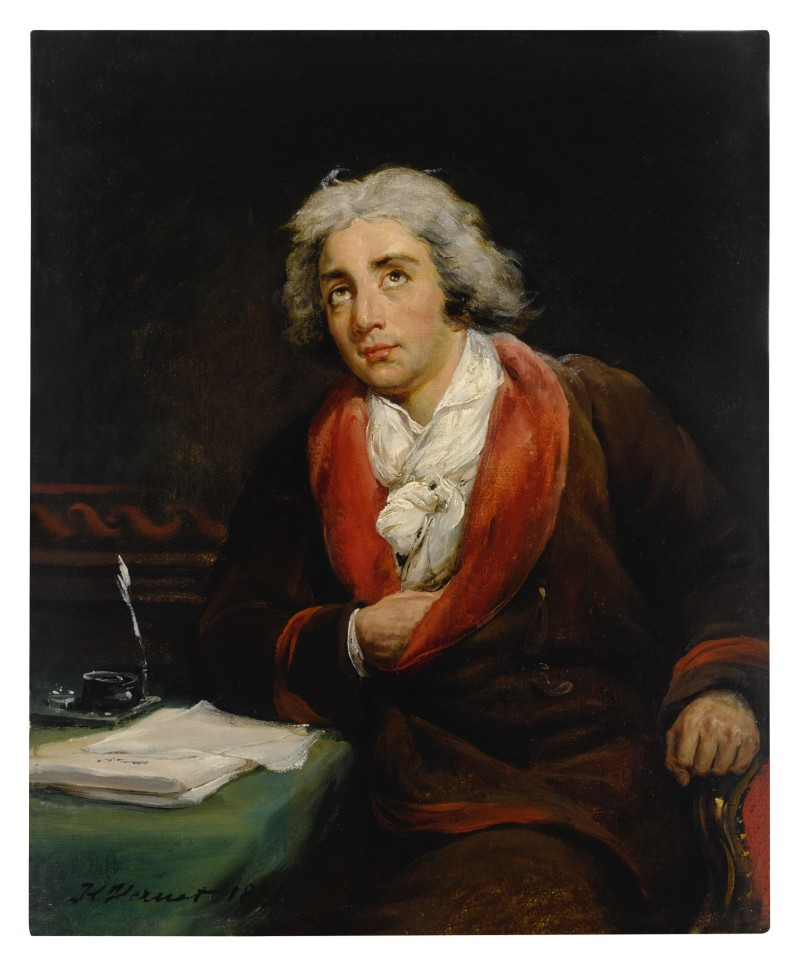
Portrait du poète André Chénier (1762-1794),
Horace Vernet, 1825
Collection privée.

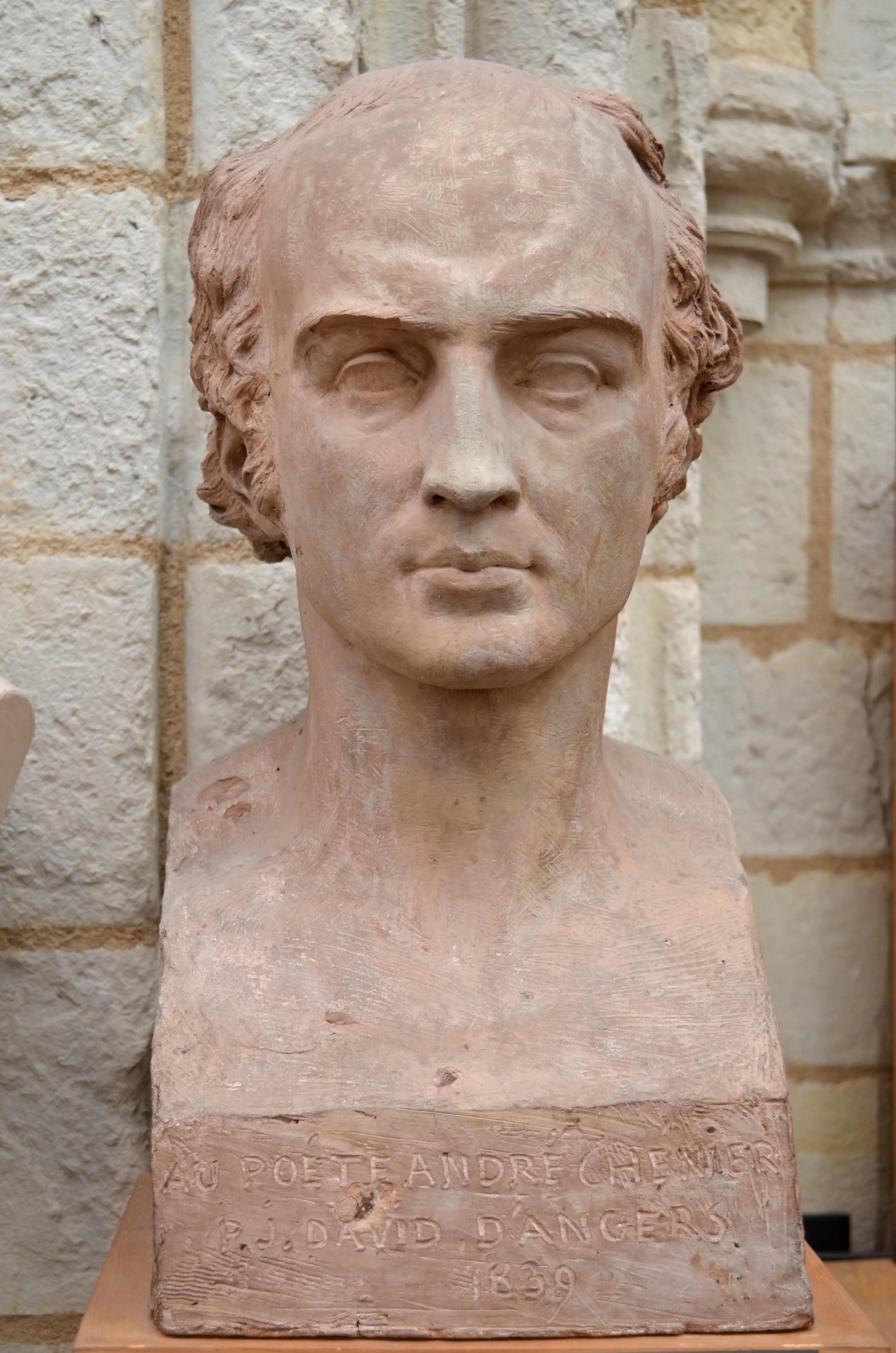
Buste d'André Chénier par le sculpteur David d'Angers (1839).

- Il est, avec Chatterton et Gilbert, l’un des trois auteurs « maudits » présentés par le Docteur Noir dans le Stello d’Alfred de Vigny.
- À André Chénier par Victor Hugo, poème du livre I de Les Contemplations, 1856.
- La Jeune Tarentine par Alexandre Schoenewerk, sculpture en marbre, 1871, 171 cm x 74 cm x 68 cm. Coll. Musée d'Orsay, Paris (France).
- La Muse d’André Chenier par le sculpteur Denys Puech.
- Sa destinée a inspiré l’opéra vériste d’Umberto Giordano sur un livret de Luigi Illica, Andrea Chénier, dont la première eut lieu à La Scala de Milan, le 28 mars 1896.
- Alfred Bruneau a composé Chants antiques sur des poèmes de André Chénier (1927)
- En 1910, Jean-Marie Mestrallet rédige un poème dramatique en quatre actes : André Cheniér[22],[23].
- Torse de La Jeune captive par René Iché, sculpture en marbre, 1932, H. 64 cm. Coll. Fonds municipal d'art contemporain de la Ville de Paris, Paris (France).
- La Jeune Tarentine par René Iché, sculpture en marbre, 1932-34, L. 85 cm. Coll. privée, New-York (États-Unis).
- Dans ses Poèmes de Fresnes écrits en prison d'où il attend son jugement en 1945, le collaborateur Robert Brasillach compare sa situation à celle d'André Chénier.
- Les Poèmes d'André Chénier ont fait l'objet d'une édition enrichie de huit lithographies et d'illustrations à la sanguine par Berthold Mahn (sans nom d'éditeur, Paris, 1955).
- Le souffle de la liberté (1955) (Titre original italien : Andrea Chénier), film franco-italien de Clemente Fracassi. Film romancé autour d'une histoire d'amour entre Chénier et une aristocrate au moment de la révolution française.
- Le Pas du juge (2009), roman de Henri Troyat dont il est le personnage central, avec son frère Marie-Joseph et leurs parents (le père est Louis de Chénier).
- La glorieuse imposture (2021), roman de Christophe Gaillard, dont André Chénier est le personnage principal et vecteur permettant de se plonger dans le système révolutionnaire français.

## Hommages

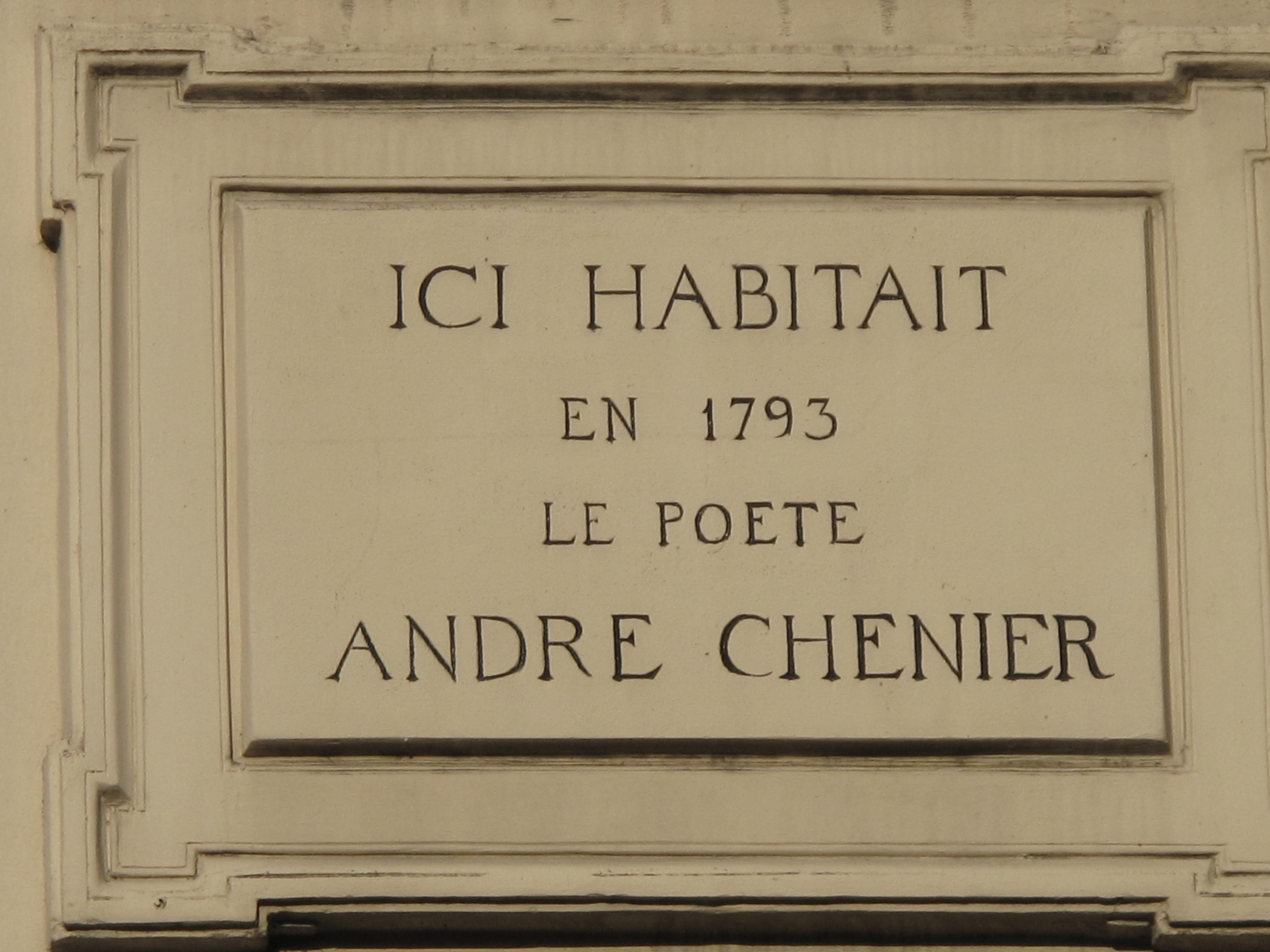
Plaque au no 97, rue de Cléry (Paris).

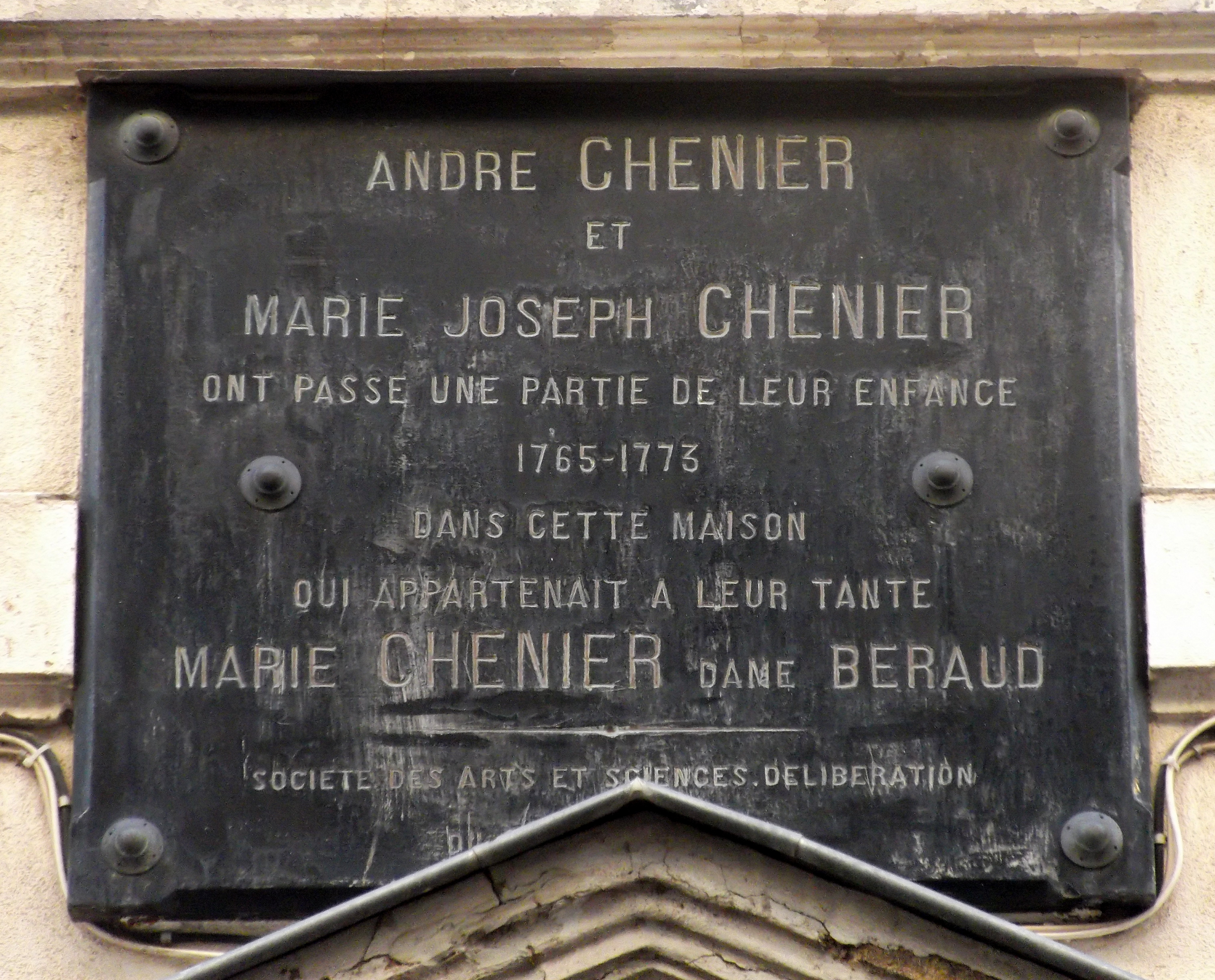
Plaque apposée à Carcassonne, rue Pinel, sur la maison où André Chénier passa une partie de son enfance.

À Paris, dans le 2e arrondissement, une rue Chénier existe depuis 1864, à quelques pas du 97 rue de Cléry où est apposée une plaque commémorative.
Il existe des collèges André Chénier : 
- à Marseille, dans le 12e arrondissement ;
- à Mantes-la-Jolie, ville du département des Yvelines ;
- à Carcassonne, dans le sud de la France ;
- à Eaubonne, ville du département du Val-d'Oise ;

Et des écoles André Chénier :
- une école maternelle et primaire à Rabat au Maroc [24] ;
- une école maternelle et primaire à Neuilly-sur-Marne  (93 - Seine-Saint-Denis)[25] ;
- une école primaire de Louveciennes porte son nom (98 - Yvelines) [26] ;
- une école maternelle de Montigny-le-Bretonneux ;
- une école maternelle et primaire dans la commune d'Antony ;
- une école maternelle à Amiens, chef-lieu du département de la Somme (80) ;

À Carcassonne également, entre la gare et le centre-ville, un square bordé d'un mail porte également le nom d'André Chénier.
L'Institution Sainte-Marie d'Antony possède un amphithéâtre nommé André Chénier.
À Versailles, une rue André Chénier existe dans le centre-ville. Elle est l'une des quatre rues périphériques de la place du marché Notre-Dame. Sur un plan de 1854, elle s'appelait rue des Fripiers, elle apparaît sous son nom actuel sur un plan de 1889.
Des impasses existent en son nom aussi :
- à Riom, ville du département du Puy-de-Dôme (63) ;
- à Wasquehal, ville du département du Nord (59).

Le nom d'André Chénier a encore été donné à :
- une avenue de Roubaix, ville du département du Nord (59) ;
- une avenue de Limoux, ville du département de l'Aude (11) ;
- une rue à Béziers (34) ;
- une rue à Narbonne (11) ;
- une allée à Achères, situé dans le département des Yvelines (78) ;
- une rue et une école maternelle dans cette rue à Amiens, chef-lieu du département de la Somme (80) ;
- une rue limitrophe entre les communes de Massy et d'Antony ;
- une rue à Houilles, commune du département des Yvelines (78) ;
- une rue à Lyon, chef-lieu du département du Rhône (69) ;
- une rue à Toulon, chef-lieu du département du Var (83) ;
- une rue à Issy-Les-Moulineaux, commune du département des Hauts-de-Seine (92) ;
- une rue à Saint-Nazaire commune du département de Loire-Atlantique (44) ;
- une rue à Reims commune du département de Marne (51) ;
- une rue à Saint-Martin-d'Hères, commune du département de l'Isère (38) ;
- une rue à Saint-Gilles, commune du département du Gard (30) ;
- un square à Montpellier (34).